# 一致性 (統計学)
統計学における信頼区間の計算や仮説検定の実施などの手順の一致性（いっちせい、consistency）は、その手順を適用するデータセットの項目数が無制限に増加したときの挙動に求められる特性。無制限のデータを対象とした手順の結果、根本的な真実を特定するものでなければならない。1922年、ロナルド・フィッシャーがこの用語の使用を提唱した。
統計において、一致性という用語は、本質的に同一の手順を任意の数のデータ項目に適用できる場合に用いられる。統計の複雑な応用例では、データ項目の数が増え方が複数ある場合もある。例えば、ある地域の降水量の記録は、「期間を追加する」「測定地域内の測定地点を増やす」「測定地域を拡大する」といった形で増える可能性がある。一致性が成立するかどうかは、データの増え方によって変わる場合もある。

## 推定量
一致推定量とは、推定値がデータセット内の項目数 {\displaystyle n} でインデックス付けされた確率変数と見なされる場合、{\displaystyle n} が増加すると、推定量が推定するように設計された値に確率的に収束する推定量。
フィッシャーの一致性を持つ推定量は、推定量がサンプルではなく母集団全体に適用された場合に、推定されたパラメーターの真の値が取得される推定量です。

## 仮説検定
一致性のある仮説検定とは、偽の仮説の検定の検出力が、データ項目が増加するに伴って、1まで増加する検定のことである。

## 分類
統計的分類では、一致性のある分類器とは、トレーニングセットが与えられた場合に正しい分類ができる確率が、トレーニングセットのサイズが大きくなるにつれて、母集団の分布が完全にわかっている場合に理論的に可能な最高の確率に近づくものである。

## スパース性
ベクトル {\displaystyle \mathbf {b} } のサポート {\displaystyle \operatorname {supp} (\mathbf {b} )} を次のように定義する。
{\displaystyle \operatorname {supp} (\mathbf {b} )=\{i:\mathbf {b} _{i}\neq 0\}} ただし、{\displaystyle \mathbf {b} _{i}} は {\displaystyle \mathbf {b} } の {\displaystyle i} 番目の要素
スパース性は、サンプルサイズが無制限に増大するにつれて、推定量のサポートが真のサポートに収束するという特性である。より正式には、
{\displaystyle \lim _{n\rightarrow \infty }\Pr(\operatorname {supp} ({\hat {\mathbf {b} }})=\operatorname {supp} (\mathbf {b} ))=1} ただし、{\displaystyle {\hat {\mathbf {b} }}} は {\displaystyle \mathbf {b} } の推定量